# Моја недеља са Мерилин
Моја недеља са Мерилин (енгл. My Week with Marilyn) је британска филмска драма из 2011. године, редитеља Сајмона Кертиса. Бави се тензијом која је постојала између Сер Лоренса Оливијеа и Мерилин Монро на снимању филма Принц и играчица 1957. године. Радња филма је смештена у седам дана током којих је тадашњи муж Монроове, Артур Милер, био у Сједињеним Државама, па је ова то време користила за обилазак Велике Британије. Био је премијерно приказан на Њујоршком филмском фестивалу у октобру, док је светска премијера одржана 4. новембра.
Мишел Вилијамс је за улогу Мерилин Монро добила Златни глобус за најбољу глумицу у комедији или мјузиклу. Она и Кенет Брана су такође били у конкуренцији за Оскара за најбољу мушку и женску улогу.

## Радња
У лето 1956, Колин Кларк ради као асистент на снимању филма Принц и играчица, са Лоренсом Оливијеом и Мерилин Монро у главним улогама. Мерилин је снимање у Лондону осмислила и као медени месец, пошто се недавно удала за америчког писца Артура Милера. Но пошто је Милер био принуђен да се на недељу дана врати у САД, Кларк добија задужење да за то време атрактивну глумицу упозна са британским начином живота. Како касније наводи у свом дневнику, Мерилин је тих недељу дана била потпуно другачија особа од оне коју народ зна са филмског платна – опуштена, безбрижна и уморна од посла и статуса филмске диве.

## Улоге
| Глумац         | Улога          |
| -------------- | -------------- |
| Мишел Вилијамс | Мерилин Монро  |
| Кенет Брана    | Лоренс Оливије |
| Џулија Ормонд  | Вивијен Ли     |
| Џуди Денч      | Сибил Торндајк |
| Еди Редмејн    | Колин Кларк    |
| Доминик Купер  | Милтон Грин    |
| Дугреј Скот    | Артур Милер    |
| Ема Вотсон     | Луси           |
| Дерек Џекоби   | Овен Морсхед   |

## Продукција

### Идеја
Филм My Week with Marilyn је базиран на дневницима Принц, играчица и ја и Моја недеља са Мерилин, Колина Кларка, који је током снимања филма Принц и играчица провео недељу дана са познатом глумицом. Сценарио је написао Адријан Хоџиз, а режисер филма је био Сајмон Кертис, чији је ово редитељски деби. Продуцент филма је био Дејвид Парфит, иза кога стоје компаније Вајнстајн и Би Би Си филмс.

### Кастинг
У августу 2009, објављено је да се Скарлет Џохансон разматра за улогу Мерилин. Мало касније су продуценти додали да су у оптицају и Ејми Адамс, Кејт Хадсон и Мишел Вилијамс. После три месеца је саопштено да Вилијамсова има највише шансе, јер је једина од четири глумице коју су продуценти гледали на кастингу. За улогу Кларка пријавило се више од четрдесет људи, али је добио Еди Редмејн. У септембру 2010. Ема Вотсон је прихватила малу улогу помоћнице у гардероби. Кенет Брана је добио ангажман након што је Рејф Фајнс одбио понуду због снимања његовог Кориолана. Доминик Купер је био једини коме је понуђена улога Милтона Грина, пословног партнера Монроове. О вези између Грина и Мерилин изјавио је: „Он је био веома стар, али били су врло блиски. У почетку је био велика подршка глумици, али је касније постао и њен агент и пословни партнер, што је свакако превише.“ Кетрин Зита-Џоунс је одбила понуду да глуми Вивијен Ли, желећи да буде поред свог супруга, Мајкла Дагласа, који се тада опорављао од операције грла, па је улогу добила Џулија Ормонд. Истовремено је објављено да ће у улогама Артура Милера бити Дугреј Скот, Овена Морсхеда – Дерек Џекоби, приватног детектива – Филип Џексон, а у улози Сибил Торндајк – Џуди Денч. Кастинг је завршен 8. октобра 2010.

### Снимање
Дама Џуди Денч је своје сцене снимила у септембру, због рада на другом пројекту, који је изискивао скори пут у Индију. Снимање је званично почело 4. октобра, у Пајнвуд студију. Једна од локација била је и кућа близу Виндзора, где су Монро и Милер живели током снимања Принца и играчице. Кертис је неке сцене снимио и у студију где је снимљен филм 1957, а Вилијамсова је током снимања користила гардеробу Монроове. Снимање је трајало седам недеља и завршено је крајем новембра.

## Премијера
Трејлер филма је први пут приказан на Канском филмском фестивалу 2011, док је премијера филма били 8. октобра, на Њујоршком филмском фестивалу. Премијера широм Америке била је 4. новембра, док је лондонска премијера одржана четрнаест дана касније.